# Микайлова, Анастасия Васильевна
Анастасия Васильевна Микайлова (10 ноября 1931 — 2019) — передовик сельскохозяйственного производства, Герой Социалистического Труда (1976). Член КПСС (с 1970).

## Биография
Родилась в д. Юровка Тёмкинского района в крестьянской семье.
Окончила среднюю школу в п. Темкино. Несколько лет работала в местном колхозе, затем переехала в с. Ворсино Боровского района Калужской области. С 1954 по 1988 год работала дояркой, оператором машинного доения в совхозе (племсовхозе) «Ворсино».
А. В. Микайлова первой в Боровском районе надоила по 5000 килограммов от каждой коровы. В 1970 году награждена медалью «3а доблестный труд. В ознаменование 100-летия со дня рождения В. И. Ленина», в 1971 — орденом Октябрьской Революции, в 1973 — орденом Ленина. Имеет медали ВДНХ (3 золотые и 3 серебряные).
Указом Президиума Верховного Совета СССР от 23 декабря 1976 года за выдающиеся успехи в развитии животноводства А. В. Микайловой присвоено звание Героя Социалистического Труда.
С 1989 года — персональный пенсионер. Живет в с. Ворсино Калужской области.